# Historia de la Cuenca del Valle de México

## Prehistoria
La cuenca del Valle de México estaba formada por la zona lacustre del lago de Texcoco y del mismo Valle de México, su historia se remonta a épocas tan tempranas como el Periodo Pleistocénico final.
Hace ya unos 18 000 años a. C., en la región habitaban enormes animales antediluvianos, como eran los mamuts, bisontes, caballos, camélidos, osos perezosos, etc., que sobrevivían en las orillas de los antiguos lagos y en los bosques del valle. Este período se encuentra representado en la antigua zona lacustre, donde las excavaciones arqueológicas con motivo de las obras de construcción del Metro (Sistema de Transporte Colectivo Metropolitano) en la Línea 6, y otros trabajos de investigación realizados en varias regiones de la zona, han arrojado los restos de fauna mayor.
Durante el período Paleoindio (10.000 a. C.), algunos grupos de cazadores y recolectores recorrían la región, aprovechando los recursos naturales que ofrecían los lagos y los bosques del valle; estos pequeños grupos de nómadas fabricaban ya herramientas de piedra para el corte y el raspado, así como puntas para la caza de animales de todo tipo.
Hacia los años 7000 al 5,000 a. C., en el Período Arcaico, con los drásticos cambios climáticos, desaparece la fauna pleistocénica; es entonces que los grupos de cazadores-recolectores entran en un período de sedentarización y comienza una agricultura muy primitiva; se aprovechan más aún los recursos de la región y aparecen instrumentos de molienda de semillas como primitivos molcajetes y metates; se almacenan alimentos y se explotan los recursos de las riberas de los lagos.
- Datos: Q5899432